# X-Men (serie de filme)

Logoul francizei X-Men

Seria de filme X-Men este o serie de filme cu supereroi bazată pe echipa fictivă cu același nume din revistele de benzi desenate Marvel. Filmele au ca protagoniști o echipă formată din Hugh Jackman ca Wolverine, prins în conflictul dintre Profesorul Xavier și Magneto, care au puncte de vedere diferite asupra relației dintre oameni și mutanți: Xavier crede că oamenii și mutanții pot trăi în armonie, însă Magneto crede că va fi război și vrea să lupte. Filmele au și o intrigă secundară pe baza povestirilor despre Weapon X și Phoenix întunecat.
Casa de producție 20th Century Fox a câștigat drepturile pentru film ale personajelor în 1994 și după mai multe ciorne, Bryan Singer a fost angajat să regizeze X-Men și X2: X-Men United. El a renunțat la niște posibile părți a treia și a patra a filmului pentru a regiza Superman se întoarce, lăsându-l pe Brett Ratner să regizeze X-Men: The Last Stand. Criticii au lăudat filmele lui Singer pentru tonul lor întunecat, realistic și pentru subtextele care au de-a face cu discriminarea și intoleranța, însă filmul lui Ratner a fost întâmpinat cu recenzii contradictorii. Totuși, fiecare film a depășit cifra celui anterior, iar Fox intenționează să facă și continuări ale filmului. Filmele din seria X-Men au dus reapariția filmelor cu supereroi din anii 2000, ca seria de filme Omul păianjen.

## Filme realizate

### Privire generală
| Film                       | Premiera SUA             | Regizor(i)               | Scenarișt(i)                                                        | Poveste de                                                  | Producător(i)                                                        |
| Trilogia originală X-Men   | Trilogia originală X-Men | Trilogia originală X-Men | Trilogia originală X-Men                                            | Trilogia originală X-Men                                    | Trilogia originală X-Men                                             |
| -------------------------- | ------------------------ | ------------------------ | ------------------------------------------------------------------- | ----------------------------------------------------------- | -------------------------------------------------------------------- |
| X-Men                      | 14 iulie 2000            | Bryan Singer             | David Hayter                                                        | Tom DeSanto & Bryan Singer                                  | Lauren Shuler Donner și Ralph Winter                                 |
| X2                         | 2 mai 2003               | Bryan Singer             | Michael Dougherty & Dan Harris și David Hayter                      | Zak Penn și David Hayter & Bryan Singer                     | Lauren Shuler Donner și Ralph Winter                                 |
| X-Men: The Last Stand      | 26 mai 2006              | Brett Ratner             | Simon Kinberg & Zak Penn                                            | Simon Kinberg & Zak Penn                                    | Lauren Shuler Donner, Ralph Winter și Avi Arad                       |
| Trilogia Wolverine         |                          |                          |                                                                     |                                                             |                                                                      |
| X-Men Origins: Wolverine   | 1 mai 2009               | Gavin Hood               | David Benioff și Skip Woods                                         | David Benioff și Skip Woods                                 | Lauren Shuler Donner, Ralph Winter, Hugh Jackman și John Palermo     |
| The Wolverine              | 26 iulie 2013            | James Mangold            | Mark Bomback și Scott Frank                                         | Mark Bomback și Scott Frank                                 | Lauren Shuler Donner și Hutch Parker                                 |
| Logan                      | 3 martie 2017            | James Mangold            | Scott Frank & James Mangold și Michael Green                        | James Mangold                                               | Lauren Shuler Donner, Simon Kinberg și Hutch Parker                  |
| Filme prequel X-Men        |                          |                          |                                                                     |                                                             |                                                                      |
| X-Men: First Class         | 3 iunie 2011             | Matthew Vaughn           | Ashley Edward Miller & Zack Stentz și Jane Goldman & Matthew Vaughn | Sheldon Turner și Bryan Singer                              | Lauren Shuler Donner, Bryan Singer, Simon Kinberg și Gregory Goodman |
| X-Men: Days of Future Past | 23 mai 2014              | Bryan Singer             | Simon Kinberg                                                       | Jane Goldman, Simon Kinberg & Matthew Vaughn                | Lauren Shuler Donner, Bryan Singer, Simon Kinberg și Hutch Parker    |
| X-Men: Apocalypse          | 27 mai 2016              | Bryan Singer             | Simon Kinberg                                                       | Bryan Singer, Simon Kinberg, Michael Dougherty & Dan Harris | Lauren Shuler Donner, Bryan Singer, Simon Kinberg și Hutch Parker    |
| Dark Phoenix               | 7 iunie 2019             | Simon Kinberg            | Simon Kinberg                                                       | Simon Kinberg                                               | Lauren Shuler Donner, Simon Kinberg, Hutch Parker și Todd Hallowell  |
| Filme Deadpool             |                          |                          |                                                                     |                                                             |                                                                      |
| Deadpool                   | 12 februarie 2016        | Tim Miller               | Rhett Reese & Paul Wernick                                          | Rhett Reese & Paul Wernick                                  | Lauren Shuler Donner, Simon Kinberg și Ryan Reynolds                 |
| Deadpool 2                 | 18 mai 2018              | David Leitch             | Rhett Reese, Paul Wernick & Ryan Reynolds                           | Rhett Reese, Paul Wernick & Ryan Reynolds                   | Lauren Shuler Donner, Simon Kinberg și Ryan Reynolds                 |
| Spin-off                   |                          |                          |                                                                     |                                                             |                                                                      |
| Noii mutanți               | 28 august 2020           | Josh Boone               | Josh Boone și Knate Lee                                             | Josh Boone și Knate Lee                                     | Simon Kinberg, Karen Rosenfelt și Lauren Shuler Donner               |

### Trilogia

#### X-Men
În 1994, casa de producție 20th Century Fox și producătorul Lauren Shuler Donner au cumpărat drepturile fimului X-Men. Andrew Kevin Walker a fost angajat să scrie, și James Cameron și-a exprimat interesul pentru a regiza filmul. Bryan Singer a semnat să regizeze filmul în iulie 1996. Deși nu era un fan al revistei, el a fost fascinat de analogiile cu prejudiciul și discriminarea care i se pot atribui. John Logan, Joss Whedon, Ed Solomon, Christopher McQuarrie și David Hayter au scris scenariul, dar i-a fost atribuit numai lui Hayter. Filmările au avut loc din 22 septembrie 1999 până în 3 martie 2000 în Toronto.
Primul film din seria X-Men film i-a introdus pe Wolverine și Rogue în conflictul dintre membrii echipei X-Men a Profesorului Xavier și ai fraternității mutanților, condusă de Magneto. Magneto intenționează să-i transforme in mutanți pe conducătorii lumii la o întâlnire a Națiunilor Unite cu ajutorul unei mașini pe care a construit-o, pentru a-i face să accepte mutanții, dar Xavier își dă seama că această mutație va duce la moartea lor.

#### X2: X-Men United
Fox l-a angajat David Hayter și Zak Penn să scrie scenariile pentru continuarea pe care o va alege Singer, cu scopul de a difuza filmul în decembrie 2002. Povestirea a fost inspirată din X-Men: Dumnezeu îi iubește, omul îi omoară, deși personajul lui Stryker era schimbat din preot în colonel.
În film, Colonelul William Stryker îi pune întrebări lui Magneto, care se află la închisoare, despre mașina de identificat locația mutanților aflată în posesia Profesorului Xavier, numită Cerebro. Stryker atacă sediul X-Mansion și îi șterge lui and Xavier memoria, făcându-l să identifice locația fiecărui mutant de pe planetă pentru a-i ucide. Membrii echipei X-Men trebuie să se alăture Frăției și să prevină genocidul lui Stryker din lumea întreagă. Wolverine descoperă că Stryker are legături cu trecutul său misterios și a fost responsabil de introducerea adamantiumului în scheletul său.

#### X-Men: The Last Stand
Bryan Singer a vrut să filmeze al treilea fillm alături de al patrulea. În 16 iulie 16 2004, el a plecat să regizeze Superman se întoarce, terminând doar o treime din modul în care a fost tratat Phoenix, și introducând-o pe Emma Frost, rol intenționat pentru Sigourney Weaver. În plus, Singer a vrut și să accentueze caracterizările personajelor Rogue, Iceman și Pyro. Simon Kinberg și Zak Penn au fost angajați în luna următoare și un director de studio a citit povestirea lui Joss Whedon Uimitorii X-Men o povestire numită „Înzestrat”, în care era prezentat un tratament de vindecare pentru mutanți, ca primă povestire. Matthew Vaughn s-a alăturat echipei ca regizor în februarie 2005, însă a plecat din cauza programului aglomerat al producției. Brett Ratner i-a luat locul în iunie, și filmările au început în 2 august 2005.
O companie farmaceutică a găsit un antidot pentru gena de mutant, provocând controverse în cadrul comunității mutanților. Magneto declară că face război cu oamenii și își recuperează propria sa armă: Phoenix cea atotputernică, stăpânind telechinezia și telepatia, care este o fostă membră X-Men reînviată, fosta Jean Grey. După ce Phoenix îl omoară pe Cyclops și Xavier, urmează o bătălie finală între X-Men și Frăția, iar Wolverine trebuie să accepte că pentru a o salva pe Jean de cea de-a doua personalitate a ei, va trebui să o ucidă.

### X--Men Origins: Wolverine
Informații suplimentare: X-Men_(serie_de_filme)#X-Men_Origins:_Wolverine

### X-Men: First Class
Informații suplimentare: X-Men_(serie_de_filme)#X-Men_Origins:_First_Class

### Deadpool
Informații suplimentare: X-Men_(serie_de_filme)#X-Men_Origins:_Deadpool

## Seria de filme X-Men Originile
Fiecare film din seria X-Men a fost mai costisitor decât cel anterior, cu salarii mai mari și efecte speciale mai spectaculare. Fox a ales ruta „împarte și cucerește” ca prioritate pentru filmele a căror acțiune e plasată anterior, cunoscute ca seria X-Men Originile, având ca erou pe Wolverine, Magneto, X-Men când erau tineri, în timp ce regizorul David O. Russell și-a exprimat interesul pentru un film despre Emma Frost.
Pentru continuarea filmului, producătoarea Lauren Shuler Donner a afirmat în august 2006 că era nevoie de renegocieri pentru a continua seria de filme. Au fost aduși noi membrii ai echipei, în timp ce membrii mai vechi, ca Halle Berry, Rebecca Romijn, Famke Janssen, și Anna Paquin, nu mai erau prezenți. Berry, James Marsden, și Patrick Stewart și-au exprimat interesul de a fi prezenți în film, iar lui Bryan Singer i s-a cerut încă o dată să regizeze, însă era ocupat. Totuși, din iulie 2007, nu mai exista un scenariu pentru cel de-al patrulea film și nu muncea nimeni la un scenariu. Mai târziu în aceeași lună, totuși, Kevin Feige, președintele producției de la Studiourile Marvel a  spus că un alt film din seria X-Men era posibil să apară. Donner a recunoscut: „Există material pentru patruzeci de ani de povestiri. Întotdeauna am vrut să regizez filmul Zilele viitorului din trecut și sunt o mulțime de povestiri de spus. Donner a declarat că Gambit este unul dintre personajele ei X-Men favorite, iar un film despre el va fi luat în considerare, după cât de mult succes va avea ffilmul Wolverine, iar Shawn Ashmore a afirmat că este angajat pentru un alt film avându-l ca erou pe Iceman.

### X-Men Origins: Wolverine
X-Men de la origini: Wolverine a fost regizat de Gavin Hood și îl are iarăși în rolul principal pe Jackman ca Wolverine. Este o continuare cu acțiunea în trecut, concentrându-se asupra personajului și a perioadei sale de timp petrecută alături de Echipa X, înainte și puțin după ce scheletul său a fost umplut cu metalul indestructibil numit adamantium. Filmul îl prezintă pe Sabretooth (Liev Schreiber) ca find fratele său. David Benioff a început să scrie filmul în octombrie 2004, și, spre deosebire de celelalte filme din serie, a fost filmat în Australia și Noua Zeelandă. Filmul îl prezintă și pe Gambit (Taylor Kitsch) și pe Deadpool (Ryan Reynolds).

### X-Men Origins: Wolverine 2
La scurt timp după premiera filmului X-Men Originile: Wolverine, o continuare a primit aprobarea. Filmul va avea ca decor Japonia probabil, după cum s-a făcut aluzie în filmul anterior.

### X-Men Origins: Magneto
În decembrie 2004, 20th Century Fox l-a angajat pe scenaristul Sheldon Turner pentru a elabora continuarea filmului draft X-Men și el a ales să scrie Magneto, prezentându-l ca Pianistul îi întâlnește pe X-Men. În aprilie 2007, David S. Goyer a fost angajat să regizeze filmul. Turner a spus că scenariul avea acțiunea între 1939 și 1955 și îl urmărește pe Magneto cum încearcă să supraviețuiască în Auschwitz. El se-ntâlnește cu Xavier, un tânăr soldat, în timpul eliberării lagărului. El îi vânează pe criminalii de război naziști care l-au torturat și această sete de răzbunare îi separă pe el și Xavier, transformându-i în dușmani.
Filmul era planificat să se filmeze în Australia pentru a fi difuzat în 2009, însă a fost amânat din cauză că a avut loc greva organizației scriitorilor americani din 2007-2008. În aprilie 2008 a fost proiectat o nouă înfățișare a variantei tinere a personajului one Beast. În iunie 2008 a fost proiectat și X-Men Origini pentru personajul Wolverine și proiectul era propus pentru aprobare în Washington, D.C. Până în decembrie 2008, Goyer a spus că filmările vor începe dacă Wolverine va avea succes. Povestirea a fost mutată în 1961, implicându-l pe Xavier și Magneto, care se bat cu un răufăcătorbat.
În mai 2006, Ian McKellen a spus că va relua rolul folosind o operație estetică generată de calculator, aplicată asupra personajului său în prologul filmului X-Men: The Last Stand. Lauren Shuler Donner a afirmat că filmul va avea nevoie ca McKellen să fixeze modul în care decurge povestirea, care va avea loc în secvențe de amintiri. Când Goyer a fost angajat în 2007, s-a propus ca actori tineri, de douăzeci de ani, să joace rolurile personajelor. McKellen a repetat că speră să prezinte filmul în iulie 2008.

### X-Men Origins: First Class
X-Men: First Class este programat să fie despre tinerii Cyclops, Jean, Beast și ceilalți care au fost la școala lui Xavier alături de ei. Zak Penn a dezvăluit faptul că i s-a propus să regizeze continuarea filmului în 2007, explicând: „Ideea originală a fost ca eu să fac o variantă în care să fie X-Men tineri. Însă cuiva i-a venit o idee destul de interesantă [...] un tip care muncea cu mine, pe nume Mike Chamoy și care a muncit mult alături de mine la X3. Lui i-a venit ideea cum să facem un film despre X-Men tineri, așa cum nu se așteaptă nimeni”. Penn a comparat mai târziu această idee cu seria de benzi desenate X-Men: First Class, iar în iulie 2008, Fox a adăugat titlul X-Men: First Class la Production Weekly. În mai 2008, Josh Schwartz s-a alăturat proiectului pe care Lauren Shuler Donner și Simon Kinberg îl vor produce. În X-Men Origini: Wolverine, Cyclops tânăr este recrutat de Profesorul Xavier alături de un grup mare de alți mutanți tineri.

### X-Men Origins: Deadpool
Pe baza succesului de casă a filmului X-Men Origini: Wolverine, 20th Century Fox a confirmat că va exista o continuare având ca personaj principal pe Deadpool. Ryan Reynolds va interpreta iarăși acest rol ca personaj principal. Lauren Shuler Donner și Marvel Studios vor fi producătorii filmului. Se înțelege că Reynolds își va recăpăta capacitatea de a vorbi mult și de a purta costumul care îl întrupează personajul de benzi desenate, filmul întorcându-se la rădăcinile personajului, cunoscut pentru tonul său cu umor ieftin și tendința sa de a sparge al patrulea zid. Autorii proiectului sunt creatorii Rob Liefeld și Fabian Nicieza.

## Personaje
| Logan / Wolverine              | Hugh Jackman    | Hugh Jackman    | Hugh Jackman    | Hugh Jackman                      |                |
| Profesorul Charles Xavier      | Patrick Stewart | Patrick Stewart | Patrick Stewart | Patrick Stewart                   |                |
| Erik Lehnsherr / Magneto       | Ian McKellen    | Ian McKellen    | Ian McKellen    |                                   |                |
| Scott Summers / Cyclops        | James Marsden   | James Marsden   | James Marsden   | Tim Pocock                        |                |
| Raven Darkholme / Mystique     | Rebecca Romijn  | Rebecca Romijn  | Rebecca Romijn  |                                   |                |
| Ororo Munroe / Storm           | Halle Berry     | Halle Berry     | Halle Berry     | personaj scos din scenariul final |                |
| Jean Grey / Phoenix            | Famke Janssen   | Famke Janssen   | Famke Janssen   |                                   |                |
| Dr. Henry "Hank" McCoy / Beast |                 | Steve Bacic     | Kelsey Grammer  |                                   |                |
| Victor Creed / Sabretooth      | Tyler Mane      |                 |                 | Liev Schreiber                    | Liev Schreiber |
| Marie / Rogue                  | Anna Paquin     | Anna Paquin     | Anna Paquin     |                                   |                |
| Bobby Drake / Iceman           | Shawn Ashmore   | Shawn Ashmore   | Shawn Ashmore   |                                   |                |
| John Allerdyce / Pyro          | Alex Burton     | Aaron Stanford  | Aaron Stanford  |                                   |                |
| Kitty Pryde                    | Sumela Kay      | Katie Stuart    | Ellen Page      |                                   |                |
| William Stryker                |                 | Brian Cox       |                 | Danny Huston                      |                |
| Jubiliation Lee / Jubilee      | Katrina Florece | Kea Wong        | Kea Wong        |                                   |                |
| Peter Rasputin / Colossus      |                 | Daniel Cudmore  | Daniel Cudmore  |                                   |                |
| Theresa Rourke Cassidy / Siryn |                 | Shauna Kain     | Shauna Kain     |                                   |                |
| Jones[A]                       |                 | Connor Widdows  | Connor Widdows  |                                   |                |
| Artie Maddicks                 |                 | Bryce Hodgson   | Bryce Hodgson   |                                   |                |
| Flea[B]                        |                 | Luke Pohl       | Luke Pohl       |                                   |                |

## Recepție

### Succes la vânzarea de bilete
| Film                     | Premieră    | Premieră      | Venituri box office | Venituri box office     | Venituri box office | Clasament box office | Clasament box office       | Surse  |
| Film                     | Mondial     | Statele Unite | Statele Unite       | În afara Statelor Unite | Mondial             | Din tot timpul S.U.  | Din tot timpul pe mapamond | Surse  |
| ------------------------ | ----------- | ------------- | ------------------- | ----------------------- | ------------------- | -------------------- | -------------------------- | ------ |
| X-Men                    | august 2000 | 14 iulie 2000 | $157,299,717        | $138,950,336            | $296,250,053        | #160                 | #212                       | [ 48 ] |
| X2                       | 1 mai 2003  | 2 mai 2003    | $214,949,694        | $192,607,919            | $407,557,613        | #79                  | #105                       | [ 49 ] |
| X-Men: The Last Stand    | 25 mai 2006 | 26 mai 2006   | $234,362,462        | $224,893,546            | $459,256,008        | #58                  | #79                        | [ 50 ] |
| X-Men Origins: Wolverine | 1 mai 2009  | 1 mai 2009    | $177,364,794        | $183,247,800            | $360,612,594        |                      |                            | [ 51 ] |
| seria de filme X-Men     |             |               | $783,976,667        | $739,699,601            | $1,523,676,268      |                      |                            |        |

Fiecare film a stabilit recorduri la premiere în Stele Unite: X-Men a avut cea mai profitabilă premieră, în timp ce X2 și X-Men: The Last Stand au avut a 4-a cea mai profitabilă premieră la timpul lor. Aceste recorduri au fost bătute eventual. X-Men: The Last Stand și X2 sunt clasate ca al 7-lea și al 8-lea cele mai de succes filme cu super-eroi, în timp ce X-Men este al 13-lea. Al 3-lea, al 2-lea și primul film sunt al 5-lea, al 6-lea și respectiv al 7-lea cele mai de succes adaptări cinematografice de benzi desenate Marvel, precum și per total al 7-lea, al 8-lea și al 15-lea cele mai de succes adaptări ale unor cărți de benzi desenate. Este a 2-a cea mai reușită serie de filme Marvel după filmele cu Spider-Man.

### Reacțiile criticii
| Film                     | Rotten Tomatoes    | Rotten Tomatoes     | Metacritic        | Yahoo! Movies    |
| Film                     | Per total          | „Cream of the Crop” | Metacritic        | Yahoo! Movies    |
| X-Men                    | 80% (142 recenzii) | 61% (31 recenzii)   | 64% (33 recenzii) | N/A              |
| X2                       | 88% (217 recenzii) | 85% (13 recenzii)   | 68% (38 recenzii) | B (15 recenzii)  |
| X-Men: The Last Stand    | 57% (221 recenzii) | 44% (9 recenzii)    | 58% (38 recenzii) | B- (15 recenzii) |
| X-Men Origins: Wolverine | 37% (232 recenzii) | 13% (15 recenzii)   | 43% (36 recenzii) | C+ (13 recenzii) |

The X-Men films received good reviews from fans of the comic books, but there was criticism of the large cast, and the limited screentime for all of them. Richard George of IGN praised the depictions of Wolverine, Professor X, Magneto, Jean Grey and William Stryker, and was also pleased with the portrayals of Mystique, Beast and Nightcrawler. However, George felt many of the younger X-Men characters, such as Rogue and Iceman, were "adjectiveless teenager[s]", and was disappointed by Cyclops and Storm's characterizations. He observed the filmmakers were "big fans of silent henchmen", due to the small roles of the various villainous mutants; such as Lady Deathstrike. George felt that the success of X-Men "paved the way for other hits like the Spider-Man series, Fantastic Four, V for Vendetta and Singer's own adaptation of Superman." Spider-Man director Sam Raimi said he was a fan of the series, particularly Singer's films. Film historian Kim Newman also tonally compared Batman Begins to Singer's films.

## Referențe
1. 1 2 3  Jeff Jensen (2000-07-21). „Generating X”. Entertainment Weekly. Arhivat din original la 2015-05-05. Accesat în 8 august 2007. Verificați datele pentru: |date= (ajutor)
2. ↑  Steve Daly (1995-09-29). „Deadly Done Right”. Entertainment Weekly. Arhivat din original la 2007-10-13. Accesat în 22 mai 2007. Verificați datele pentru: |date= (ajutor)
3. ↑  Craig Seymour (2000-05-10). „X-Man Out”. Entertainment Weekly. Arhivat din original la 2017-02-03. Accesat în 22 mai 2007. Verificați datele pentru: |date= (ajutor)
4. ↑  Greg Dean Schmitz. „Greg's Preview - X-Men”. Yahoo!. Accesat în 11 iulie 2007.
5. ↑  Greg Dean Schmitz. „Greg's Preview - X2: X-Men United”. Yahoo!. Accesat în 11 iulie 2007.
6. ↑  Peter Sanderson (2003). X-Men: The Ultimate Guide. Dorling Kindersley. p. 176. ISBN 0-7513-4617-9.
7. ↑  Patrick Sauriol (2004-02-24). „What's X3 about?”. Mania Movies. Accesat în 11 iulie 2007. Verificați datele pentru: |date= (ajutor)
8. ↑  Cathy Dunkley, Michael Fleming (2004-07-18). „Supe's on with 'X' man”. Variety. Accesat în 11 iulie 2007. Verificați datele pentru: |date= (ajutor)
9. ↑  Eric Vespe (2006-07-22). „Quint on Superman Returns gag reel & sequel talk with Singer”. Ain't It Cool News. Accesat în 11 iulie 2007. Verificați datele pentru: |date= (ajutor)
10. ↑  Garth Franklin (2006-09-14). „Sigourney was considered for "X3"”. DarkHorizons.com. Accesat în 11 iulie 2007. Verificați datele pentru: |date= (ajutor)
11. ↑  Rob Allstetter (2003-12-01). „X2 Update”. Comics Continuum. Arhivat din original la 2008-05-04. Accesat în 18 februarie 2008. Verificați datele pentru: |date= (ajutor)
12. ↑  Sean Elliott (2006-06-08). „Exclusive Interview: SCREENWRITER SIMON KINBERG TALKS X-MEN: THE LAST STAND - PART 1”. iF Magazine. Accesat în 11 iulie 2007. Verificați datele pentru: |date= (ajutor)
13. ↑  Steve Prokopy (2007-08-07). „Capone talks to Matthew Vaughn about STARDUST, Bobby De Niro, X-MEN, THOR and much more!!!”. Ain't It Cool News. Accesat în 7 august 2007. Verificați datele pentru: |date= (ajutor)
14. ↑  Michael Fleming, Claude Brodesser (2005-06-05). „New master for mutants”. Variety. Accesat în 11 iulie 2007. Verificați datele pentru: |date= (ajutor)
15. ↑  Greg Dean Schmitz. „Greg's Preview - X-Men: The Last Stand”. Yahoo!. Accesat în 3 august 2007.
16. ↑  Giyash Pandya (2006-05-25). „Box Office Preview: X-Men 3 Ready to Rock Memorial Day Weekend”. Rotten Tomatoes. Accesat în 11 iulie 2007. Verificați datele pentru: |date= (ajutor)
17. 1 2  Anthony Breznican (2006-06-01). „'X-Men' franchise mutates into a pack of solo films”. USA Today. Accesat în 11 iulie 2007. Verificați datele pentru: |date= (ajutor)
18. ↑  Marilyn Beck (2006-08-13). „Major renegotiations possible stumbling block for new 'X-Men'”. Los Angeles Daily News. Accesat în 11 iulie 2007. Verificați datele pentru: |date= (ajutor)
19. ↑  Steve Chupnick (2006-08-10). „James Marsden Talks Cyclops and X-Men Spinoffs”. Moviehole.net. Arhivat din original la 2007-09-27. Accesat în 6 august 2007. Verificați datele pentru: |date= (ajutor)
20. ↑  „Patrick Stewart's Last Stand”. Empire. 2006-05-08. Accesat în 7 august 2007. Verificați datele pentru: |date= (ajutor)
21. ↑  Michael Tsai (2006-11-08). „Sequel to 'Superman Returns' due in 2009”. The Honolulu Advertiser. Accesat în 6 august 2007. Verificați datele pentru: |date= (ajutor)
22. ↑  Stephen Galloway (2007-07-10). „Studios are hunting the next big property”. The Hollywood Reporter. Accesat în 11 iulie 2007. Verificați datele pentru: |date= (ajutor)
23. ↑  Jake Coyle (2007-07-19). „Hollywood Studios Go Sequel Crazy”. MyWay. Accesat în 19 iulie 2007. Verificați datele pentru: |date= (ajutor)
24. ↑  Robert Sanchez (2006-11-19). „Exclusive Interview: Part II With Mega Producer Lauren Shuler Donner”. IESB.net. Accesat în 6 august 2007. Verificați datele pentru: |date= (ajutor)
25. ↑  „IESB Exclusive: Lauren Shuler Donner on the Future of Gambit and Deadpool”. IESB.net. 28 aprilie 2009. Accesat în 18 iunie 2009.
26. ↑  „Shawn Ashmore ready and signed to reprise X-Men's Iceman”. Sci-Fi Wire. 29 aprilie 2009. Arhivat din original la 28 iunie 2009. Accesat în 18 iunie 2009.
27. ↑  Graser, Marc, and Tatiana Siegel (19 februarie 2008). „Reynolds, will.i.am join 'Wolverine'”. Variety. Accesat în 19 februarie 2008.
28. ↑  „Wolverine Sequel Already in the Works”. E! Online. 5 mai 2009. Accesat în 8 mai 2009.
29. ↑  Michael Fleming (2004-12-12). „Fox pages Turner to pen Magneto spinoff pic”. Variety. Accesat în 7 aprilie 2007. Verificați datele pentru: |date= (ajutor)
30. 1 2 3  Michael Fleming (2007-04-26). „Fox, Marvel move on 'garrett'”. Variety. Accesat în 26 aprilie 2007. Verificați datele pentru: |date= (ajutor)
31. ↑  Michelle Kung (2004-12-20). „Checking in with... 'Magneto'”. Entertainment Weekly. Arhivat din original la 2007-10-13. Accesat în 7 aprilie 2007. Verificați datele pentru: |date= (ajutor)
32. ↑  Shawn Adler (2007-05-15). „'X-Men' Spin-Off 'Magneto' To Reveal Anti-Hero Origin Story”. MTV. Arhivat din original la 2007-05-17. Accesat în 15 mai 2007. Verificați datele pentru: |date= (ajutor)
33. ↑  „More superhero movies head for Australia”. NineMSN. 2007-07-24. Arhivat din original la 2012-07-20. Accesat în 4 august 2007. Verificați datele pentru: |date= (ajutor)
34. ↑  Jennifer Vineyard (2 octombrie 2008). „Conceptual Artist Gives Glimpse Of 'Magneto' Origins”. MTV Splash Page. Arhivat din original la 3 octombrie 2008. Accesat în 4 octombrie 2008.
35. ↑  George Rousch (2008-05-14). „Hank McCoy To Meet Magneto!”. Latino Review. Accesat în 14 mai 2008. Verificați datele pentru: |date= (ajutor)
36. ↑  Jeffrey Ressner (2008-06-04). „Klieg Lights, Big City”. The Politico. Accesat în 9 iunie 2008. Verificați datele pentru: |date= (ajutor)
37. ↑  Steve Weintraub (11 decembrie 2008). „David Goyer reveals MAGNETO and INVISIBLE MAN Info”. Collider. Arhivat din original la 14 decembrie 2008. Accesat în 15 decembrie 2008.
38. ↑  Stax (2006-05-02). „McKellen Talks Magneto Movie”. IGN. Accesat în 6 aprilie 2007. Verificați datele pentru: |date= (ajutor)
39. ↑  „McKellen keen for X-Men spin-off”. BBC News Online. 11 iulie 2008. Accesat în 11 iulie 2008.
40. ↑  Rob Allstetter (14 aprilie 2009). „Lauren Shuler Donner talks X-Men: First Class”. Comics Continuum. Accesat în 15 aprilie 2009.
41. ↑  Erik Davis (2007-05-01). „Zak Penn Talks X-Men Spin-Off, Incredible Hulk Casting”. Cinematical. Arhivat din original în 2008-02-07. Accesat în 9 februarie 2008. Verificați datele pentru: |date= (ajutor)
42. ↑  Chris Ullrich (2008-04-15). „Interview: Zak Penn on The Grand, X-Men Fans and Co-Writing Hulk”. ComicMix. Accesat în 16 aprilie 2008. Verificați datele pentru: |date= (ajutor)
43. ↑  „Fox Opening Registration for X-Men: First Class?”. Superhero Hype!. 28 iulie 2008. Arhivat din original la 30 iulie 2008. Accesat în 28 iulie 2008.
44. ↑  „Young X-Men Get Gossip Girl Scribe?”. Superhero Hype!. 2008-05-02. Arhivat din original la 2008-05-05. Accesat în 3 mai 2008. Verificați datele pentru: |date= (ajutor)
45. ↑  Tatiana Siegel (18 noiembrie 2008). „Fox, Josh Schwartz mutate 'X-Men'”. Variety. Accesat în 19 noiembrie 2008.
46. ↑  „Deadpool IMDB page”. Imdb.com. 1 iulie 2009. Accesat în 1 iulie 2009.
47. 1 2  Ralph Winter, Lauren Shuler Donner, David Hayter, Dan Harris (2003). X2 audio commentary. United States: 20th Century Fox.
48. ↑  „X-Men (2000)”. Box Office Mojo. Accesat în 11 iulie 2007.
49. ↑  „X2: X-Men United (2003)”. Box Office Mojo. Accesat în 11 iulie 2007.
50. ↑  „X-Men: The Last Stand (2006)”. Box Office Mojo. Accesat în 11 iulie 2007.
51. ↑  „X-Men Origins: Wolverine (2009)”. Box Office Mojo. Accesat în 3 mai 2009.
52. ↑  Brandon Gray (2000-07-17). „Weekend Box Office”. Box Office Mojo. Accesat în 3 august 2007. Verificați datele pentru: |date= (ajutor)
53. ↑  Brandon Gray (2003-05-05). „'X2' Evolves Past Predecessor in Stellar Summer Kick-Off”. Box Office Mojo. Accesat în 3 august 2007. Verificați datele pentru: |date= (ajutor)
54. ↑  Brandon Gray (2006-05-30). „'X-Men' Marvels with Memorial Record”. Box Office Mojo. Accesat în 3 august 2007. Verificați datele pentru: |date= (ajutor)
55. ↑  „Superhero Movies”. Box Office Mojo. Accesat în 3 august 2007.
56. ↑  „Marvel Comics Movies”. Box Office Mojo. Accesat în 3 august 2007.
57. ↑  „Comic Book Adaptation Movies”. Box Office Mojo. Accesat în 3 august 2007.
58. ↑  „X-Men”. Rotten Tomatoes. Accesat în 10 iunie 2009.
59. ↑  „X-Men (Cream of the Crop)”. Rotten Tomatoes. Accesat în 10 iunie 2009.
60. ↑  „X-Men (2000): Reviews”. Metacritic. Arhivat din original la 4 mai 2008. Accesat în 10 iunie 2009.
61. ↑  „X2: X-Men United”. Rotten Tomatoes. Accesat în 10 iunie 2009.
62. ↑  „X2: X-Men United (Cream of the Crop)”. Rotten Tomatoes. Accesat în 10 iunie 2009.
63. ↑  „X2: X-Men United (2004): Reviews”. Metacritic. Arhivat din original la 16 aprilie 2009. Accesat în 10 iunie 2009.
64. ↑  „X2: X-Men United - Critics Reviews”. Yahoo! Movies. Accesat în 10 iunie 2009.
65. ↑  „X-Men: The Last Stand”. Rotten Tomatoes. Accesat în 10 iunie 2009.
66. ↑  „X-Men: The Last Stand (Cream of the Crop)”. Rotten Tomatoes. Accesat în 10 iunie 2009.
67. ↑  „X-Men: The Last Stand (2006): Reviews”. Metacritic. Arhivat din original la 16 aprilie 2009. Accesat în 10 iunie 2009.
68. ↑  „X-Men: The Last Stand - Critics Reviews”. Yahoo! Movies. Accesat în 10 iunie 2009.
69. ↑  „X-Men Origins: Wolverine”. Rotten Tomatoes. Accesat în 10 iunie 2009.
70. ↑  „X-Men Origins: Wolverine (Cream of the Crop)”. Rotten Tomatoes. Accesat în 10 iunie 2009.
71. ↑  „X-Men Origins: Wolverine (2009): Reviews”. Metacritic. Arhivat din original la 14 aprilie 2009. Accesat în 10 iunie 2009.
72. ↑  „X-Men Origins: Wolverine - Critics Reviews”. Yahoo! Movies. Accesat în 10 iunie 2009.
73. ↑  Richard George (2006-12-15). „X-Men in Film”. IGN. Accesat în 3 august 2007. Verificați datele pentru: |date= (ajutor)
74. ↑  Brian Cronin (2007-11-28). „Guest Spot: Rohan Williams Interviews Sam Raimi and Rob Tapert (Part 1)”. Comic Book Resources. Arhivat din original la 2007-12-06. Accesat în 28 noiembrie 2007. Verificați datele pentru: |date= (ajutor)
75. ↑  Kim Newman. „Batman Begins (12A)”. Empire. Accesat în 3 august 2007.